# Crassula mollis
Crassula mollis (лат.) — вид суккулентных растений рода Толстянка (Crassula) семейства Толстянковые (Crassulaceae), естественно произрастающий на территории Капской провинции Южно-Африканской Республики.

## Название
Родовое латинское название Crassula происходит от латинского слова crassus, — «толстый», в основном из-за присутствия у растений этого рода сочных листьев.
Видовой латинский (научный) эпитет mollis переводится с латыни как «мягкий», обусловлен мягко опушенными листьями растения.

## Ботаническое описание
Многолетние кусты высотой до 50 см, с сильно разветвленными одеревеневшими раскидистыми ветвями. Листья линейно-эллиптические, размерами 10—20 (—30) х 2—3 мм, острые, сверху более или менее плоские, снизу выпуклые, бархатистые, оттенками от серо-зеленого до коричневато-серого цвета; старые листья опадают.
Соцветие — тирс с округлой верхушкой и от 3 до многих шаровидных дихазиев, цветонос длиной 15-25 см, покрытый короткими прямостоячими волосками. Чашелистики треугольные, размерами 2–2,5 мм, тупо острые, мясистые, особенно к верхушке, с тонкими торчащими волосками и краевыми ресничками, серо-зеленые с красновато-коричневым оттенком; венчик трубчатый, почти цилиндрический, у основания сросшийся на протяжении примерно 1 мм, кремовый, лепестки кремовые, размерами 2,5—3—5 мм, с удлиненно-эллипсовидным придатком в конечном положении и без перепончатой вершины лепестка внутри, пыльники черные.
Время цветения: декабрь – январь (февраль).

## Распространение и экология
Южно-Африканская Республика (Восточно-Капская провинция, Западно-Капская провинция), а также Суккулентное Кару и заросли.

## Таксономия
Crassula mollis Thunb., первое упоминание в Nova Acta Phys.-Med. Acad. Caes. Leop.-Carol. Nat. Cur. 6: 330 (1778).

### Синонимы
Гомотипные (основанные на одном и том же номенклатурном типе):
- Globulea mollis (Thunb.) Haw.

Гетеротипные (основанные на разных номенклатурных типах):
- Crassula margaritifera (Eckl. & Zeyh.) Harv.
- Crassula subincana (Haw.) D.Dietr.
- Globulea subincana Haw.
- Sphaeritis margaritifera Eckl. & Zeyh.